# Elizabeth Berg (escritora)
Elizabeth Berg (Saint Paul, Minnesota, 2 de Dezembro de 1948) é uma enfermeira norte-americana que se tornou escritora. Vive em Chicago, e anteriormente em Boston. Estudou inglês na Universidade do Minnesota, mas seguiu o curso de Enfermagem. A sua escrita começou quando venceu um concurso de ensaios na revista Parents. Desde o seu romance de estreia em 1993, os seus romances têm vendido imenso e recebido inúmeros prémios e nomeações, embora alguns críticos os tenham classificado como sentimentais. Venceu o Prémio New England Book em 1997.
Os três romances Durable Goods, Joy School, e True to Form formam uma trilogia sobre Katie Nash, de 12 anos, em parte baseada na experiência pessoal da escritora como filha de uma família militar. Mais recentemente, o seu ensaio  "The Pretend Knitter" apareceu na antologia Knitting Yarns: Writers on Knitting, publicada por W. W. Norton & Company em Novembro de 2013.

## Obras
- Family traditions: celebrations for holidays and everyday (1992), illustrations by Robert Roth
- Durable Goods (1993), selected as ALA Best Books of the Year
- Talk Before Sleep (1994), highlighting the fight against breast cancer
- Range of Motion (1995)
- The Pull of the Moon (1996)
- Joy School (1997), selected among the ALA 1998 Best Books for Young Adults[3]
- What We Keep (1998)
- Escaping into the Open: The Art of Writing True (1999), non-fiction
- Until the Real Thing Comes Along (1999), about a woman's love for a gay man
- Open House (2000), Oprah's Book Club selection
- Never Change (2001)
- Ordinary Life: stories (2002)
- True to Form (2002)
- Say When (2003)
- The Art of Mending (2004)
- The Year of Pleasures (2005)
- The Handmaid and the Carpenter (2006)
- We Are All Welcome Here (2006)
- Dream When You're Feeling Blue (2007)
- The Day I Ate Whatever I Wanted (2008)
- Home Safe (2009)
- The Last Time I Saw You: A Novel (2010)
- Era uma vez... Tu - no original Once Upon a Time, There Was You (2011)
- Tapestry of Fortunes (2013)